# 클로드샤를 달레
샤를르 달레(Claude-Charles Dallet, 1829년 ~ 1878년)는 프랑스의 선교사이다. 랑그르 태생으로 파리 외방전교회의 선구자이다. 1877년 동양 선교를 위해 출발하여 조선·일본·청·인도차이나 등지에서 포교하다가 대남 하노이에서 선종하였다. 시인으로서 그가 쓴 《조선 교회사》는 1,000페이지에 달하는 방대한 책으로 한국 기독교와 역사를 연구하는 데 중요한 문헌이 된다.

## 저서
- 《Histoire de l'Église de Corée Volume 1(조선교회사 1권)》 (프랑스어). 1874.
- 《Histoire de l'Église de Corée Volume 1(조선교회사 2권)》 (프랑스어). 1874.